# Campeonato Equatoriano de Futebol de 2016 - Série A
O Campeonato Equatoriano de Futebol de 2016 - Série A ou Copa Banco del Pacífico 2016 foi a 58ª edição da primeira divisão do Campeonato Equatoriano. O torneio foi organizado pela Federação Equatoriana de Futebol e consistiu em um sistema de 3 etapas. A 1ª e a 2ª etapas foram disputadas no sistema de todos contra todos, com jogos de ida e volta, totalizando 22 jogos por equipe em cada etapa, enquanto a 3ª fase, que não chegou a ser disputada, consistiria na final do torneio em jogos de ida e volta disputados pelos vencedores das etapas anteriores. Foram atribuídas 4 vagas para a Copa Libertadores da América de 2017 (duas para a fase de grupos, uma para a segunda fase classificatória e uma para a primeira fase classificatória), além de 4 vagas para a Copa Sul-Americana de 2017. Ao final do campeonato, as duas equipes com menor pontuação no agregado das duas primeiras etapas foram rebaixadas para a segunda divisão do campeonato nacional de 2017 (Serie B).

## Participantes
| Equipe                  | Cidade           | Estádio                                 | Colocação em 2015 |
| ----------------------- | ---------------- | --------------------------------------- | ----------------- |
| Aucas                   | Quito            | Estádio Chillogallo                     | 6º                |
| Barcelona               | Guayaquil        | Estádio Monumental Isidro Romero Carbo  | 5º                |
| Delfín                  | Manta Portoviejo | Estádio Jocay Estádio Reales Tamarindos | 1º (Serie B)      |
| Deportivo Cuenca        | Cuenca           | Estádio Alejandro Serrano Aguilar       | 10º               |
| El Nacional             | Quito            | Estádio Olímpico Atahualpa              | 9º                |
| Emelec                  | Guayaquil        | Estádio George Capwell                  | 2º                |
| Fuerza Amarilla         | Machala          | Estádio 9 de Mayo                       | 2º (Serie B)      |
| Independiente del Valle | Sangolquí        | Estádio Municipal Rumiñahui             | 3º                |
| LDU de Quito            | Quito            | Estádio de Liga Deportiva Universitaria | 1º                |
| Mushuc Runa             | Ambato           | Estádio Bellavista                      | 8º                |
| River Ecuador           | Guayaquil        | Estádio Christian Benítez Betancourt    | 7º                |
| Universidad Católica    | Quito            | Estádio Olímpico Atahualpa              | 4º                |

## Classificação

### Primeira Etapa
- Atualizado em 24 de julho de 2016 [1]

| Pos | Equipes                 | Pts | J  | V  | E  | D  | GM | GS | SG  | Classificação ou rebaixamento                                               |
| --- | ----------------------- | --- | -- | -- | -- | -- | -- | -- | --- | --------------------------------------------------------------------------- |
| 1   | Barcelona               | 47  | 22 | 15 | 2  | 5  | 51 | 19 | +32 | Classificado à final do Campeonato e à Copa Libertadores da América de 2017 |
| 2   | Emelec                  | 43  | 22 | 13 | 4  | 5  | 37 | 24 | +14 |                                                                             |
| 3   | El Nacional             | 36  | 22 | 10 | 6  | 6  | 32 | 28 | +4  |                                                                             |
| 4   | Deportivo Cuenca        | 34  | 22 | 9  | 7  | 6  | 29 | 25 | +4  |                                                                             |
| 5   | Independiente del Valle | 34  | 22 | 10 | 4  | 8  | 28 | 28 | 0   |                                                                             |
| 6   | LDU de Quito            | 31  | 22 | 8  | 7  | 7  | 20 | 23 | -3  |                                                                             |
| 7   | Universidad Católica    | 28  | 22 | 6  | 10 | 6  | 27 | 27 | 0   |                                                                             |
| 8   | River Ecuador           | 27  | 22 | 8  | 3  | 11 | 29 | 35 | -6  |                                                                             |
| 9   | Fuerza Amarilla         | 24  | 22 | 6  | 6  | 10 | 22 | 28 | -6  |                                                                             |
| 10  | Delfín                  | 23  | 22 | 5  | 8  | 9  | 23 | 30 | -7  |                                                                             |
| 11  | Aucas                   | 19  | 22 | 4  | 7  | 11 | 21 | 34 | -13 |                                                                             |
| 12  | Mushuc Runa             | 15  | 22 | 3  | 6  | 13 | 19 | 38 | -19 |                                                                             |

### Segunda Etapa
Para definir as vagas do Equador nas competições continentais em 2017 (Libertadores e Copa Sul-Americana), utilizou-se a tabela agregada das duas etapas. Portanto, as informações na coluna "Classificação ou rebaixamento" referem-se ao resultado da soma das tabelas da primeira e segunda etapas.
- Atualizado em 10 de dezembro de 2016 [2]

| Pos | Equipes                 | Pts | J  | V  | E | D  | GM | GS | SG  | Classificação ou rebaixamento                                           |
| --- | ----------------------- | --- | -- | -- | - | -- | -- | -- | --- | ----------------------------------------------------------------------- |
| 1   | Barcelona               | 52  | 22 | 16 | 4 | 2  | 42 | 16 | +26 | Campeão Equatoriano e classificado à Libertadores 2017 (fase de grupos) |
| 2   | Emelec                  | 45  | 22 | 14 | 3 | 5  | 46 | 25 | +19 | Classificado à Libertadores 2017 (fase de grupos)                       |
| 3   | Universidad Católica    | 31  | 22 | 8  | 7 | 7  | 29 | 33 | -4  | Classificado à Sul-Americana 2017                                       |
| 4   | Independiente del Valle | 30  | 22 | 9  | 3 | 10 | 27 | 26 | +1  | Classificado à Libertadores 2017 (1ª fase)                              |
| 5   | LDU de Quito            | 30  | 22 | 8  | 6 | 8  | 21 | 30 | -9  | Classificado à Sul-Americana 2017                                       |
| 6   | El Nacional             | 29  | 22 | 7  | 8 | 7  | 31 | 30 | +1  | Classificado à Libertadores 2017 (2ª fase)                              |
| 7   | Mushuc Runa             | 28  | 22 | 8  | 4 | 10 | 30 | 36 | -6  | Rebaixado à Serie B de 2017                                             |
| 8   | Delfín                  | 25  | 22 | 7  | 4 | 11 | 28 | 32 | -4  |                                                                         |
| 9   | Deportivo Cuenca[a]     | 25  | 22 | 7  | 5 | 10 | 30 | 35 | -5  | Classificados à Sul-Americana 2017                                      |
| 10  | Fuerza Amarilla         | 25  | 22 | 6  | 7 | 9  | 27 | 34 | -7  | Classificados à Sul-Americana 2017                                      |
| 11  | Aucas                   | 24  | 22 | 5  | 9 | 8  | 26 | 27 | -1  | Rebaixado à Serie B de 2017                                             |
| 12  | River Ecuador           | 20  | 22 | 6  | 2 | 14 | 20 | 31 | -11 |                                                                         |

## Final
Não houve disputa de final, pois o Barcelona de Guayaquil foi campeão das duas etapas e, assim, foi declarado Campeão Equatoriano de 2016.

## Vagas em competições sul-americanas
A princípio, os campeões das duas etapas iniciais representariam o Equador na fase de grupos da Copa Libertadores da América de 2017. Entretanto, o Barcelona de Guayaquil venceu as duas etapas e, portanto, o segundo representante do país com vaga garantida na fase de grupos foi o Emelec, que teve o melhor desempenho na tabela agregada das duas etapas (88 pontos em 44 jogos). O terceiro melhor colocado na tabela agregada foi o El Nacional (65 pontos em 44 jogos), que garantiu vaga na segunda fase classificatória da Libertadores 2017. O quarto melhor colocado foi o Independiente del Valle, que garantiu vaga na primeira fase classificatória da mesma competição.
As equipes que terminaram o campeonato entre a 5ª e a 8ª posições garantiram vaga na Copa Sul-Americana 2017: LDU de Quito (61 pontos), Deportivo Cuenca (59), Universidad Católica (59) e Fuerza Amarilla (49).